# Yan Song
Yan Song (嚴嵩T, nome di cortesia Weizhong 惟中T, pseudonimo Jiexi 介溪T; Contea di Fenyi, 1480 – 1567) è stato un funzionario cinese durante il regno dell'imperatore Jiajing della Dinastia Ming (r. 1521-1567).
Noto per la sua corruzione, sfruttando l'ufficio del c.d. Gran Segretariato governò quale Primo ministro l'Impero, complice il totale disinteresse dell'imperatore per gli affari di stato, dal 1548 al 1562.

## Biografia

### Primi anni
Yan Song nacque a Fenyi (attuale provincia dello Jiangxi) nel 1480. Suo padre, uno studioso che aveva ripetutamente fallito l'esame imperiale, non lesinò fatiche nell'educazione del figlio fin dall'infanzia. Studioso di talento, Song superò gli esami del villaggio all'età di 10 anni e ottenne la laurea in jinshi all'età di 25 anni, entrando nella segreteria imperiale (nota ufficialmente come "Gran Segretariato") come editore.
La carriera iniziale di Song fu rapidamente interrotta da una grave malattia che lo costrinse a tornare nella sua città natale. Si trattò in realtà di un rovescio favorevole poiché lo allontanò dalla corte imperiale quand'era dominata dalla figura di Liu Jin.
Yan Song tornò a Pechino non molto tempo dopo la caduta di Liu Jin, tornando a lavorare presso l'Accademia Hanlin a Pechino e a Nanchino.

### Gran Segretario Anziano
Yan Song fu il Segretario Anziano sotto l'imperatore Jiajing di MIng nel biennio 1544-1545 e dal 1548 al 1562. Fu uno stretto alleato di Zhao Wenhua. Durante il suo secondo mandato di Gran Segretario, Song e il figlio Yan Shifan dominarono la politica di corte con il tacito consenso del fatuo monarca che si era sottratto alle responsabilità del comando dedicando gran parte del suo tempo ai piaceri sensuali ed alle mistiche pratiche taoiste. Si dice che la ricchezza di Yan Song sia stata così grande da essere paragonabile a quella dell'imperatore stesso. È anche noto per la sua corruzione: vendeva apertamente posizioni governative in cambio di denaro. Non mancarono chiaramente gli oppositori politici (es. Yang Jisheng) ma Song non si fece scrupolo di imprigionarli e condannarli a morte.
Il secondo mandato di Yan Song quale primo ministro imperiale coincise con un periodo particolarmente turbolento per la Cina. Nel 1550 i mongoli del khagan Altan Khan assediarono Pechino, bruciandone i sobborghi, e Song fu costretto a comprare la pace dal barbaro a prezzo di un pesante tributo. Lungo le coste imperiali continuavano le scorrerie dei pirati sino-giapponesi wokou (倭寇T), acuitesi dopo il c.d. "Incidente Ningbo" del 1523, tanto che Song dovette affidare al militare di carriera Qi Jiguang il comando dello Shandong prima (1553) e dello Zhejiang dopo (1555) per contenerli.
Il dominio di Yan Song sulla corte Ming venne stroncato dai complotti di un altro politico del tempo, Xu Jie, che seppe cattivarsi i favori dell'imperatore. Disonorato e spogliato delle sue cariche nel 1562, Yan Song passò in povertà i suoi ultimi anni, morendo nel 1567, mentre suo figlio Yan Shifan fu giustiziato con l'accusa di aver collaborato con i Wokou.
Yan Song è il protagonista di un'opera cinese chiamata Colpendo Yan Song (打 嚴嵩 Dǎ Yán Sōng).